# Cinema novo

Cartaz de Deus e o diabo na terra do sol, considerado um marco do cinema novo.

Cinema Novo foi um movimento cinematográfico brasileiro, destacado pela sua crítica à desigualdade social que se tornou proeminente no Brasil durante os anos 1960 e 1970. O Cinema Novo se formou em resposta à instabilidade racial e classista no Brasil. Influenciados pelo neorrealismo italiano e pela Nouvelle Vague francesa, filmes produzidos sob a ideologia do Cinema Novo se opuseram ao cinema tradicional brasileiro de até então, que consistia principalmente em musicais, comédias e épicos ao estilo "hollywoodiano". Glauber Rocha é amplamente considerado o cineasta mais influente do Cinema Novo. Hoje, o movimento é muitas vezes dividido em três fases sequenciais que diferem em tom, estilo e conteúdo.
Apesar de surgir em circunstâncias similares, o Cinema Novo não deve ser confundido com o Novo Cinema (às vezes também chamado de "Cinema Novo"), um movimento de filmes que surgiu em Portugal entre 1963 e 1974.

### Antecedentes
Na década de 1950, o cinema brasileiro era dominado por chanchadas (musicais, muitas vezes cômicos e "baratos"),[6] épicos de grande orçamento que imitavam o estilo de Hollywood,[6] e "cinema sério" que o cineasta de Cinema Novo Carlos Diegues caracteriza como "às vezes cerebral e muitas vezes ridiculamente pretensioso".[7] Este cinema tradicional foi apoiado por produtores, distribuidores e expositores estrangeiros. À medida que a década terminava, jovens cineastas brasileiros protestaram contra os filmes que eles percebiam como "de mau gosto e comercialismo sórdido, uma forma de prostituição cultural" que dependia do patrocínio de "um Brasil analfabeto e empobrecido". [7]

## Origens
Tudo começa em 1952 com o primeiro Congresso Paulista de Cinema Brasileiro e o primeiro Congresso Nacional do Cinema Brasileiro. Por meio desses congressos, foram discutidas novas ideias para a produção de filmes nacionais. Essas ideias estão bem representadas no filme Rio, 40 Graus (1955), de Nelson Pereira dos Santos, obra fortemente influenciada pelas propostas do neorrealismo italiano que Alex Viany vinha divulgando.
Um trecho do livro A Fascinante Aventura do Cinema Brasileiro (1981), de Carlos Roberto de Souza, expressa bem quais viriam a ser as pretensões do cinema nessa época:
"Rio, 40 graus era um filme popular, mostrava o povo ao povo, suas ideias eram claras e sua linguagem simples dava uma visão do Distrito Federal. Sentia-se pela primeira vez no cinema brasileiro o desprezo pela retórica. O filme foi realizado com um orçamento mínimo e ambientado em cenários naturais: o Maracanã, o Corcovado, as favelas, as praças da cidade, povoada de malandros, soldadinhos, favelados, pivetes e deputados."
O Cinema Novo tornou-se cada vez mais político. Na década de 1960, o Brasil estava produzindo o cinema mais político da América do Sul, tornando-se, portanto, o "lar natural do movimento Cinema Novo". [5] O Cinema Novo aumentou a proeminência ao mesmo tempo que os presidentes progressistas brasileiros Juscelino Kubitschek e mais tarde João Goulart assumiram o cargo e começaram a influenciar a cultura popular brasileira. Mas não foi até 1959 ou 1960 que 'Cinema Novo' surgiu como um rótulo para o movimento. [6] De acordo com Randal Johnson e Robert Stam, o Cinema Novo começou oficialmente em 1960, com o início de sua primeira fase.[8]
Em 1961, o Centro Popular da Cultura, organização associada à União Nacional dos Estudantes, lançou Cinco Vezes Favela, um filme seriado em cinco episódios que Johnson e Stam afirmam ser "um dos primeiros" produtos do movimento Cinema Novo.[9] O Centro Popular de Cultura (CPC) procurou "estabelecer um vínculo cultural e político com as massas brasileiras, colocando peças em fábricas e bairros da classe trabalhadora, produzindo filmes e registros e participando de programas de alfabetização".[9] Johnson e Stam afirmam que "muitos dos membros originais do Cinema Novo" também eram membros ativos no CPC que participaram da produção de Cinco Vezes Favela.[9]

### Influências
Os cineastas brasileiros modelaram o Cinema Novo segundo gêneros conhecidos por subversão: neorrealismo italiano e Nouvelle Vague francesa. Johnson e Stam afirmaram ainda que o Cinema Novo tem algo em comum "com o filme soviético dos anos vinte", que, como o neorrealismo italiano e a francesa Nouvelle Vague, "tinha uma propensão para teorizar sua própria prática cinematográfica". [10] O cinema neorrealista italiano filmava frequentemente em localização com atores não-profissionais e cidadãos da classe trabalhadora representados durante os tempos econômicos difíceis após a Segunda Guerra Mundial. A Nouvelle Vague absorveu fortemente o neorrealismo italiano, pois os diretores franceses rejeitaram o cinema clássico e abraçaram a iconoclasia.
Alguns proponentes do Cinema Novo foram "desprezíveis com a política da Nouvelle Vague", considerando sua tendência de copiar estilisticamente Hollywood como elitista.[2] Mas os cineastas de Cinema Novo foram bastante atraídos pelo uso da teoria do autor por parte da onda francesa, o que permitiu aos diretores fazer filmes de baixo orçamento e desenvolver bases de fãs pessoais.

## Ideologia
O cineasta Alex Viany descreve o movimento como tendo elementos de cultura participativa. De acordo com Viany, enquanto o Cinema Novo era inicialmente "tão fluido e indefinido" como sua antecessora, Nouvelle Vague, exigia que os cineastas tivessem paixão pelo cinema, um desejo de usá-lo para explicar "problemas sociais e humanos" e uma vontade de individualizar seu trabalho. [6]
A teoria do autor também influenciou muito o Cinema Novo. Embora suas três fases fossem distintas, o Cinema Novo encorajava os diretores a enfatizar suas políticas pessoais e preferências estilísticas. Como o cineasta Joaquim Pedro de Andrade explicou a Viany em uma entrevista de 1966:
Em nossos filmes, as proposições, posições e idéias são extremamente variadas, às vezes até contraditórias ou pelo menos múltiplas. Acima de tudo, elas são cada vez mais livres e desmascaradas. Existe uma total liberdade de expressão. À primeira vista, isso parece indicar alguma incoerência interna no movimento Cinema Novo. Mas, na realidade, penso que isso indica uma maior coerência: uma correspondência mais legítima, verdadeira e direta entre o cineasta - com suas perplexidades, dúvidas e certezas - e o mundo em que vive. [11]
A luta de classes também informou o Cinema Novo, cujo tema mais forte é a "estética da fome", desenvolvida pelo estreante cineasta de Cinema Novo, Glauber Rocha, na primeira fase. Rocha desejava expor quão diferente era o padrão de vida para latinoamericanos ricos e latinoamericanos pobres. Em seu ensaio de 1965 'Uma estética da fome', Rocha afirmou que "A fome latina, por isto, não é somente um sistema alarmante: é o nervo da sua própria sociedade (...) Nossa originalidade é nossa fome e nossa maior miséria é que esta fome, sendo sentida, não é compreendida."[12] Sobre esta nota, Wheeler Winston Dixon e Gwendolyn Audrey Foster sustentam que" as implicações marxistas do cinema [de Rocha] são difíceis de não perceber".[13]

## Temas e estilo
A maioria dos historiadores do cinema divide o Cinema Novo em três fases sequenciais que diferem em tema, estilo e assunto. Stam e Johnson identificam "uma primeira fase que vai de 1960 a 1964," uma segunda fase em execução "de 1964 a 1968," e uma terceira fase em execução "de 1968 a 1972" (embora também reivindiquem que a fase final se conclui "grosso modo" "no final de 1971").[14] Há pouco desacordo entre os críticos de cinema sobre essa linha do tempo.[15] [16] [17] [18]
O cineasta Carlos Diegues afirma que, embora a falta de fundos reduza a precisão técnica dos filmes do Cinema Novo, também permitiu que diretores, escritores e produtores tivessem uma quantidade incomum de liberdade criativa. "Porque o Cinema Novo não é uma escola, não tem um estilo estabelecido", afirma Diegues. "No Cinema Novo, as formas expressivas são necessariamente pessoais e originais sem dogmas formais".[7] Esta liberdade de direção, juntamente com a mudança do clima social e político no Brasil, fez com que o Cinema Novo experimentasse turnos de forma e conteúdo em um curto período de tempo.

### Primeira fase (1960-1964)
Os filmes da primeira fase representam a motivação original e os objetivos do Cinema Novo. Eles tomaram um tom intenso e rural no cenário, lidando com doenças sociais que afetaram a classe trabalhadora como fome, violência, alienação religiosa e exploração econômica. Eles também abordaram o "fatalismo e estoicismo" da classe trabalhadora, o que o desencorajou de trabalhar para resolver esses problemas.[18] "Os filmes compartilham um certo otimismo político", escrevem Johnson e Stam, "uma espécie de fé que apenas mostrando esses problemas seria um primeiro passo para a solução deles".[19]
Ao contrário do cinema tradicional brasileiro que retratava belos atores profissionais em paraísos tropicais, o Cinema Novo de primeira fase "procurou os cantos sombrios da vida brasileira - suas favelas e seu sertão - os lugares onde as contradições sociais do Brasil apareceram de forma mais dramática".[2] Esses tópicos foram apoiados por estética que "foram visualmente caracterizadas por uma qualidade documental, muitas vezes alcançada pelo uso de uma câmera de mão" e foram filmadas "em preto e branco, usando cenários simples e vivos que enfatizavam vividamente a dureza da paisagem".[18] Diegues sustenta que o Cinema Novo de primeira fase não se concentrou na edição e no enquadramento, mas sim na divulgação de uma filosofia do proletariado. "Os cineastas brasileiros (principalmente no Rio, na Bahia e em São Paulo) levaram suas câmeras e saíram para as ruas, o país e as praias em busca do povo brasileiro, o camponês, o trabalhador, o pescador, o morador das favelas."[20]
A maioria dos historiadores do cinema concorda que Glauber Rocha, "um dos cineastas mais conhecidos e prolíficos que surgiram no final da década de 1950 no Brasil"[21] foi o mais poderoso defensor do Cinema Novo em sua primeira fase. Dixon e Foster afirmam que Rocha ajudou a iniciar o movimento porque queria fazer filmes que educassem o público críticos à desigualdade social o que o cinema brasileiro na época não fazia. Rocha resumiu esses objetivos ao afirmar que seus filmes usavam "estética da fome" para tratar da agitação racial e classista. Em 1964, Rocha lançou Deus e o Diabo na Terra do Sol, que ele escreveu e dirigiu para "sugerir que apenas a violência ajudará aqueles que são extremamente oprimidos".[5]
Com Rocha no leme durante sua primeira fase, o Cinema Novo foi elogiado por críticos em todo o mundo.

### Segunda fase (1964-1968)
Em 1964, o popular presidente democrata João Goulart foi retirado do cargo por um golpe militar, transformando o Brasil em uma ditadura militar sob o novo presidente Humberto de Alencar Castelo Branco. Por conseguinte, os brasileiros perderam a fé nos ideais do Cinema Novo, uma vez que o movimento prometeu proteger os direitos civis, mas não conseguiu defender a democracia. O cineasta Joaquim Pedro de Andrade culpou vários diretores, que ele afirmou terem perdido contato com os brasileiros enquanto apelavam aos críticos: "Para que um filme seja um instrumento verdadeiramente político", disse De Andrade, "deve primeiro se comunicar com o público".[22] O Cinema Novo de segunda fase procurou tanto desviar a crítica quanto enfrentar a "angústia" e a "perplexidade" que os brasileiros sentiram depois que Goulart foi expulso. Fez isso produzindo filmes que eram "análises do fracasso - do populismo, do desenvolvimentismo e dos intelectuais de esquerda" para proteger a democracia brasileira.[23]
Neste momento, cineastas também começaram a tentar tornar o Cinema Novo mais lucrativo. Stephanie Dennison e Lisa Shaw afirmam que os diretores da segunda fase "reconheceram a ironia na fabricação de filmes chamados 'populares', para serem vistos apenas por estudantes universitários e aficionados por arte. Como resultado, alguns autores começaram a se afastar da chamada 'estética da fome' em direção a um estilo cinematográfico e temas projetados para atrair o interesse do público em geral ao cinema".[24] Como resultado, o primeiro filme do Cinema Novo a ser filmado e representar protagonistas de classe média foram lançados durante esse período: Garota de Ipanema (1968), de Leon Hirszman.

### Terceira fase e o Novo Cinema Novo (1968-1972)
Hans Proppe e Susan Tarr caracterizam a terceira fase do Cinema Novo como "uma mistura de temas sociais e políticos contra um pano de fundo de personagens, imagens e contextos que não são diferentes da riqueza e floridez da selva brasileira".[25] O Cinema Novo de terceira fase também foi chamado de "fase canibal-tropicalista"[26] ou simplesmente "tropicalista".[25]
O tropicalismo era um movimento que se concentrava em kitsch, mau gosto e cores turvas. Os historiadores do cinema referem-se ao canibalismo tanto literal como metaforicamente. Ambos os tipos de canibalismo são visíveis em Como Era Gostoso o Meu Francês (Nelson Pereira dos Santos, 1971), em que o protagonista é sequestrado e comido por canibais literais ao mesmo tempo em que é "sugerido que os índios (ou seja, o Brasil) deve metaforicamente canibalizar seus inimigos estrangeiros, apropriando-se de sua força sem serem dominados por eles".[14] Rocha acreditava que o canibalismo representava a violência necessária para promulgar mudanças sociais e representá-la na tela: "Do Cinema Novo deve-se aprender que uma estética da violência, antes de ser primitiva, é revolucionária. É o momento inicial em que o colonizador se torna consciente dos colonizados. Somente quando confrontado com a violência o colonizador compreende, através do horror, a força da cultura que ele explora".[12]
Com o Brasil modernizando a economia global, o Cinema Novo de terceira fase também se tornou mais polido e profissional, produzindo "filmes em que a rica textura cultural do Brasil foi pressionada ao limite e explorada para seus próprios fins estéticos do que pela adequação como metáfora política ".[25] Os consumidores e os cineastas brasileiros começaram a sentir que o Cinema Novo contradiz os ideais da sua primeira fase. Essa percepção levou ao nascimento do Novo Cinema Novo, também chamado de cinema Udigrudi, que usava a estética "tela suja" e "lixo" para retornar o Cinema Novo ao foco original em personagens marginalizados e problemas sociais.
Mas o Cinema Novo de terceira fase também teve apoiadores. O cineasta Joaquim Pedro de Andrade, que atuou durante a primeira fase e produziu um dos filmes de estreia da terceira fase, Macunaíma (1969), ficou satisfeito pelo fato de o Cinema Novo ter se tornado mais confiável para os cidadãos brasileiros, apesar das acusações que estava vendendo para fazer assim. Referindo o Garota de Ipanema de Leon Hirszman, Andrade elogia o diretor por usar "um estereótipo popular para estabelecer contato com as massas, ao mesmo tempo que desmistifica esse estereótipo".[27]

## Fim do Cinema Novo
Burnes St. Patrick Hollyman, filho do famoso fotógrafo estadunidense Thomas Hollyman, afirma que "em 1970, muitos dos filmes do Cinema Novo ganharam inúmeros prêmios em festivais internacionais". [28] Em 1970, Rocha publicou um manifesto sobre o progresso do Cinema Novo, no qual disse que estava satisfeito que o Cinema Novo "ganhou aceitação crítica como parte do cinema mundial" e se tornou "um cinema nacionalista que refletiu com precisão as preocupações artísticas e ideológicas de o povo brasileiro"(Hollyman). [28] Mas Rocha também advertiu os cineastas e consumidores que ser muito complacente nas conquistas do Cinema Novo retornaria o Brasil ao seu estado pré-Cinema Novo:
"O movimento é maior do que qualquer um de nós. Mas os jovens devem saber que não podem ser irresponsáveis quanto ao presente e ao futuro, porque a anarquia de hoje pode ser a escravidão de amanhã. Em pouco tempo, o imperialismo começará a explorar os filmes recém-criados. Se o cinema brasileiro é a palmeira do tropicalismo, é importante que as pessoas que vivenciaram a seca estejam em guarda para garantir que o cinema brasileiro não se torne subdesenvolvido." [29]
Os medos de Rocha foram realizados. Em 1977, o cineasta Carlos Diegues disse que "só se pode falar sobre o Cinema Novo em termos nostálgicos ou figurativos porque o Cinema Novo como grupo não existe mais, sobretudo por ter sido diluído no cinema brasileiro". [30] Para o final de Cinema Novo, o governo brasileiro criou a empresa de cinema Embrafilme para incentivar a produção do cinema brasileiro; mas a Embrafilme produziu filmes que ignoraram a ideologia Cinema Novo. Aristides Gazetas afirma que o Terceiro Cinema agora exerce a tradição do Cinema Novo. [31]

## Legado

### Embrafilme
Em 1969, o governo brasileiro instituiu a Embrafilme, empresa destinada a produzir e distribuir o cinema brasileiro. A Embrafilme produziu filmes de vários gêneros, incluindo fantasias e épicos de grande orçamento. Na época, o cineasta Carlos Diegues disse que apoiava a Embrafilme porque era "a única empresa com poder econômico e político suficiente para enfrentar a devastadora voracidade das corporações multinacionais no Brasil". [30] Além disso, Diegues afirmou que enquanto o Cinema Novo "não está identificado com a Embrafilme", "a existência [da Embrafilme] é, na realidade, um projeto do Cinema Novo". [30]
Quando a Embrafilme foi desmantelada em 1990 pelo presidente Fernando Collor de Mello, "as conseqüências" para o setor cinematográfico brasileiro "foram imediatas e sombrias". [32] À falta de investidores, muitos diretores brasileiros co-produziram filmes em inglês. Isso causou que o cinema inglês ultrapassasse o mercado brasileiro, que passou de 74 filmes produzidos em 1989 para nove filmes produzidos em 1993. O presidente brasileiro Itamar Franco encerrou a crise implementando o Prêmio Resgate do Cinema Brasileiro, que financiou 90 projetos entre 1993 e 1994. A premiação "abriu novas portas para uma nova geração de novos cineastas (e alguns dos veteranos) confiantes de que, como o título de um filme do cineasta veterano Carlos Diegues, anunciado profeticamente, chegariam melhores dias (Dias Melhores Virão, 1989). "[33]

### Terceiro Cinema
Segundo Aristides Gazetas, Cinema Novo é o primeiro exemplo de um gênero influente chamado Terceiro Cinema. Como o Cinema Novo, o Terceiro Cinema se baseia no neorrealismo italiano e na Nouvelle Vague francesa. Gazetas alega que o Cinema Novo pode ser caracterizado como um precursor do Terceiro Cinema, porque Glauber Rocha "adotou as técnicas do Terceiro Cinema para conscientizar as realidades sociais e políticas em seu país através do cinema". [3] Depois de desaparecer com o Cinema Novo, o Terceiro Cinema foi revivido em 1986, quando as empresas de cinema inglesas procuravam criar um gênero que "se concentrasse em práticas cinematográficas não anglo-americanas" e "evitasse a teoria cultural sentimental do Reino Unido e as práticas culturais e educacionais alinhadas com culturas empresariais e consumismo de mercado que se relacionam com variantes do pós-modernismo". [31]
Em 1965, Glauber Rocha afirmou que "o Cinema Novo é um fenômeno de novos povos em todos os lugares e não um privilégio do Brasil". [12] Adequadamente, o Terceiro Cinema afetou a cultura do cinema em todo o mundo. Na Itália, Gillo Pontecorvo dirigiu Battaglia di Algeri ("A Batalha de Argel", 1966), que retratava muçulmanos africanos nativos como valentes guerrilheiros combatendo colonialistas franceses na Argélia. O cineasta cubano Tomás Gutiérrez Alea, co-fundador do inovador Instituto Cubano del Arte e Indústria Cinematográfico, utilizou o Terceiro Cinema para "reconstituir um passado histórico para os cubanos". [34] Segundo Stuart Hall, o Terceiro Cinema também impactou povos negros no Caribe, dando-lhes duas identidades: uma em que são unificados em uma diáspora, e outra que destaca "o que os negros tornaram-se como resultado da regência branca e da colonização". [35]

## Lista de filmes-chave

### Primeira fase
A primeira fase do Cinema Novo é marcada por uma forte influência do neorrealismo italiano e da nouvelle vague francesa. Os filmes desta fase focam em temas sociais e políticos, retratando a vida dos pobres e marginalizados no Brasil.
- Rio, 40 Graus (1955)
- Rio, Zona Norte (1957)
- Aruanda (1960)
- Arraial do Cabo (1960)
- A Grande Feira (1961)
- Porto das Caixas (1962)
- Cinco Vezes Favela (1962)
- Barravento (1962)
- Os Cafajestes (1962)
- Ganga Zumba (1963)
- Vidas Secas (1963)
- Sol Sobre a Lama (1963)
- Deus e o Diabo na Terra do Sol (1964)
- Os Fuzis (1964)
- O Desafio (1965)

### Segunda fase
A segunda fase é mais radical e experimental, refletindo o crescente descontentamento com a situação política do Brasil. Esta fase é marcada por uma abordagem mais alegórica e menos realista, com filmes que exploram a violência e a opressão.
- O Padre e a Moça (1965)
- O Desafio (1965)
- Todas as Mulheres do Mundo (1966)
- A Falecida (1965)
- Terra em Transe (1967)
- O Bravo Guerreiro (1968)
- Fome de Amor (1968)
- A Vida Provisória (1968)
- O Dragão da Maldade contra o Santo Guerreiro (1969)
- O Bandido da Luz Vermelha (1968)
- Macunaíma (1969)

### Terceira fase
A terceira fase do Cinema Novo lida com a repressão política mais intensa após o golpe militar de 1964. Os filmes dessa fase são frequentemente mais pessimistas e introspectivos, refletindo a desilusão com a política e a sociedade brasileiras.
- Os Herdeiros (1969)
- Os Deuses e os Mortos (1970)
- Como Era Gostoso o Meu Francês (1971)
- Pindorama (1971)
- Como Era Gostoso o Meu Francês (1971)
- São Bernardo (1972)
- Os Inconfidentes (1972)
- Quando o Carnaval Chegar (1972)

## Documentário
Em 2016, o documentário brasileiro "Cinema Novo", dirigido por Eryk Rocha, recebeu prêmio Olho de Ouro no Festival Internacional de Cinema de Cannes.

## Música
Há uma música composta por Caetano Veloso e Gilberto Gil do álbum Tropicália 2 que se chama Cinema Novo (canção) e é dedicada a esse movimento.

## Principais nomes do cinema novo
- Humberto Mauro (precursor)
- Mário Peixoto (precursor)
- Alberto Cavalcanti
- Nelson Pereira dos Santos
- Glauber Rocha
- Leon Hirszman
- Joaquim Pedro de Andrade
- Cacá Diegues
- Ruy Guerra
- Paulo César Saraceni
- David Neves
- Walter Lima Jr.
- Gustavo Dahl
- Arnaldo Jabor
- Luiz Sérgio Person
- Roberto Santos
- Geraldo Sarno
- Domingos de Oliveira
- Orlando Senna
- Maurice Capovilla
- Roberto Farias
- Olney São Paulo
- Mário Carneiro
- Luiz Carlos Barreto
- Dib Lutfi
- Zelito Viana
- Fernando Coni Campos
- Walter Hugo Khouri
- Flávio Rangel
- Roberto Pires
- Alex Viany
- Trigueirinho Neto
- Thomas Farkaz
- Vladimir Carvalho
- Linduarte Noronha
- Helena Solberg
- Maurício Gomes Leite